# 숨덕부
《숨덕부》는 대한민국의 작가 오버정우기가 쓰고 Anmi가 삽화를 담당한 라이트 노벨이다. 시드노벨(디앤씨미디어)에서 발행되었다.

## 단행본 목록
- 《숨덕부 1》, 2012-02-01, ISBN 9788926781173
- 《숨덕부 2》, 2012-04-01, ISBN 9788926781272
- 《숨덕부 3》, 2012-07-01, ISBN 9788926781456
- 《숨덕부 4》, 2012-11-01, ISBN 9788926781708
- 《숨덕부 4(한정판)》, 2012-11-01, ISBN 9788926781715
- 《숨덕부 5》, 2012-04-01, ISBN 9788926781975
- 《숨덕부 6》, 2013-03-01, ISBN 9788926782262
- 《숨덕부 7》, 2013-12-01, ISBN 9788926782613
- 《숨덕부 8》, 2014-02-01, ISBN 9788926781166
- 《숨덕부 9(완결)》, 2014-03-01, ISBN 9788926781166